# Pieter Holsteyn I

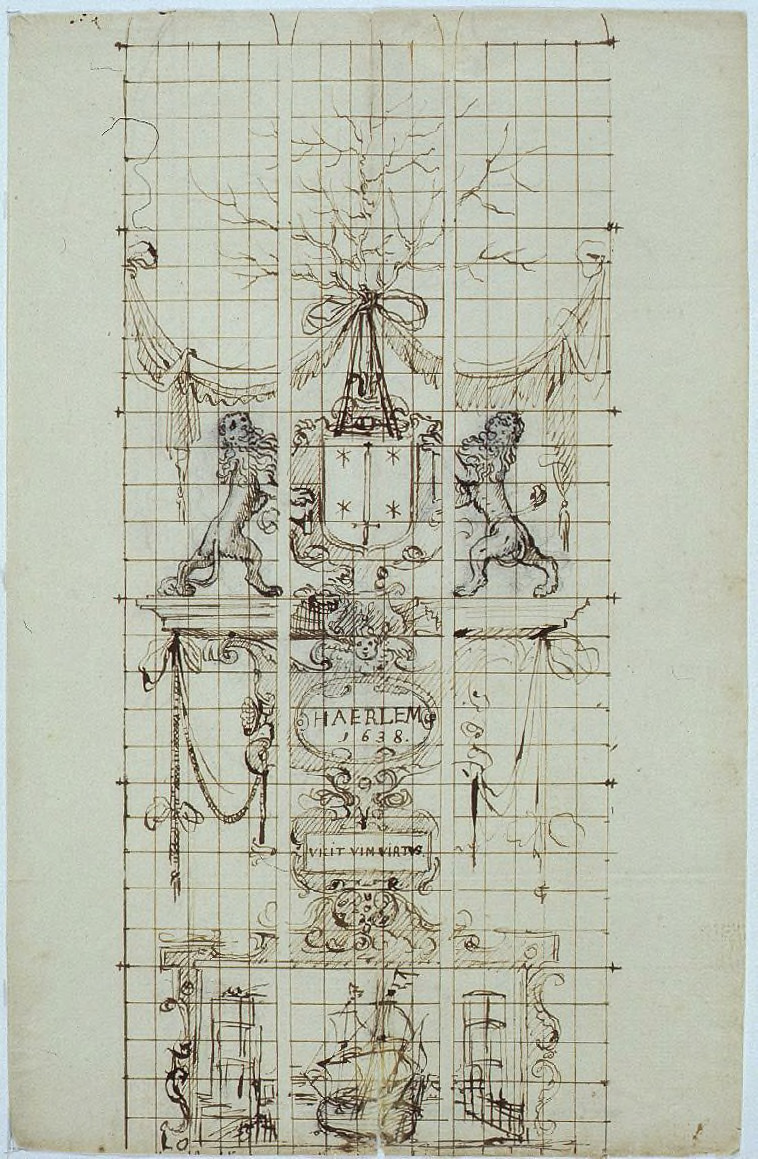
Ontwerp voor een glas-in-loodraam, waarschijnlijk voor Lisse, Noord-Hollands Archief / Beeldcollectie van de gemeente Haarlem, inv.nr. 53-001134

Pieter Holsteyn I (Sleeswijk, ca. 1585 – Haarlem, 1662) was een Haarlemse schilder, tekenaar en glasschilder.

## Levensloop
Pieter Holsteyn de Oude werd rond 1585 in Sleeswijk geboren. Hij was vanaf 1634 en tussen 1640 en 1642 overman van het Haarlemse Sint-Lucasgilde. Hij overleed in 1662 en werd in de Haarlemse Janskerk begraven. Holsteyn werd vooral bekend dankzij zijn geschilderde ramen en zijn aquarellen van vogels en bloemen. Samuel Ampzing schreef in 1628 over hem:
Grootschrijver op het glas, doch dat dyn kloeke geest
Met waterverwen maekt is ver het aldermeest.
Holsteyn trouwde twee keer, met Maritge Cornelisdr, die overleed in 1647, en in dat laatste jaar met Jacobijn Thijmandr. Twee zonen uit het eerste huwelijk werden ook kunstenaar: Pieter Holsteyn de Jonge (1614-1673) en Cornelis Holsteyn (1618-1658). Niet altijd is duidelijk of de aquarellen van dieren en bloemen van hem zijn of van zijn zoon Pieter, aangezien zij dezelfde signatuur “PH” gebruikten. Het gaat om een omvangrijke productie aan prenten. De Amsterdamse advocaat Laurens van der Halt (1621-1678) bezat in de tijd zelf al een collectie van 665 tekeningen.
Holsteyn schilderde de ramen voor de vroedschapkamer van het Haarlemse stadhuis, die niet bewaard zijn gebleven. Ook schilderde hij de ramen voor diverse kerken buiten Haarlem, in opdracht van het Haarlemse stadsbestuur, onder andere voor Bloemendaal, ramen die in de negentiende eeuw werden verplaatst naar de Gravenzaal in het Haarlemse stadhuis, voor de NH kerk van De Rijp en voor Lisse.